# Gonophora cariosa
Gonophora cariosa es una especie de insecto coleóptero de la familia Chrysomelidae. Fue descrita en 1897 por Gestro.